# Джузеппе Казарі
Джузеппе Казарі (італ. Giuseppe Casari; 10 квітня 1922, Мартіненго — 12 листопада 2013, Серіате) — італійський футболіст, воротар.
Насамперед відомий виступами за клуби «Аталанта» та «Наполі», а також національну збірну Італії.

## Клубна кар'єра
Вихованець футбольної школи клубу «Аталанта». Дорослу футбольну кар'єру розпочав 1944 року в основній команді того ж клубу, в якій провів шість сезонів, взявши участь у 170 матчах чемпіонату. Більшість часу, проведеного у складі «Аталанти», був основним голкіпером команди.
Своєю грою за цю команду привернув увагу представників тренерського штабу клубу «Наполі», до складу якого приєднався 1950 року. Відіграв за неаполітанську команду наступні три сезони своєї ігрової кар'єри. Граючи у складі «Наполі» також здебільшого виходив на поле в основному складі команди.
1953 року перейшов до клубу «Падова», за який відіграв 3 сезони. Завершив професійну кар'єру футболіста виступами за цю команду у 1956 році.

## Виступи за збірні
1950 року захищав кольори другої збірної Італії. У складі цієї команди провів 2 матчі.
1948 року дебютував в офіційних матчах у складі національної збірної Італії. Протягом кар'єри у національній команді, яка тривала 4 роки, провів у формі головної команди країни лише 6 матчів. У складі збірної був учасником футбольного турніру на Олімпійських іграх 1948 року у Лондоні, чемпіонату світу 1950 року у Бразилії.